# Büchslen
Büchslen är en ort i kommunen Murten i kantonen Fribourg, Schweiz. Büchslen var tidigare en egen kommun, men den 1 januari 2013 inkorporerades kommunen i Murten.